# Guerryus argyritis
Guerryus argyritis är en skalbaggsart som beskrevs av Holzschuh 1998. Guerryus argyritis ingår i släktet Guerryus och familjen långhorningar. Inga underarter finns listade i Catalogue of Life.